# Distrikt Bunyangabu
Bundibugyo ist ein Distrikt in Westuganda. Die Hauptstadt des Distrikts ist Kibiito.

## Lage
Der Bunyangabu grenzt im Norden an den Distrikt Kabarole, im Osten an den Distrikt Kamwenge, im Süden an den Distrikt Kasese und im Westen an den Distrikt Bundibugyo.

## Geschichte
Der Distrikt Bunyangabu wurde 2017 als eigener Distrikt geschaffen. Bis dahin war er ein Subcounty des Distrikt Kabarole.

## Demografie
Die Bevölkerungszahl wird für 2020 auf 195.100 geschätzt. Davon lebten im selben Jahr 35,3 Prozent in städtischen Regionen und 64,7 Prozent in ländlichen Regionen.